# Castell d'Useldange
El castell d'Useldange (en luxemburguès: Buerg Useldeng; en francès: Château d'Useldange) és un castell medieval, ara en ruïnes, situat a la part central del poble d'Useldange a l'oest de Luxemburg.

## Localització
El castell es troba en un petit pujol en el centre del poble amb vistes al riu Attert. Les ruïnes presenten un estat raonable del castell medieval, especialment la paret exterior i una de les torres rodones. Un pont sobre l'antic fossat, de 10 metres d'amplada, ofereix accés al castell. La torre de l'homenatge, de 25 metres d'altura, se situa en el centre del lloc.

## Història
El castell sembla datar del segle xii quan es va crear el senyoriu d'Useldange. Un dels primers senyors va ser Théobald d'Useldange. Quan la dinastia es va extingir a mitjans del segle xiii, Jean de Rodemacher es va convertir en el titular legítim el 1415 pel matrimoni amb Irmgard de Boulay. El 1479, Maximilià I va confiscar la propietat com a resultat de la guerra entre França i Borgonya, on el castell i la seva capella van ser seriosament danyats. Guillem de Nassau-Vianden, que havia heretat el castell, el va vendre a François-Sébastien Bauer d'Everlange el 1674. El castell va caure cada vegada més en mal estat i la capella va ser destruïda el 1903.
El 1924, immigrants d'Amèrica descendents de la família Kuhn-Wolff, originària d'Useldange, van comprar el castell en ruïnes. Després de la consolidació dels murs, el 1934, la família va passar a construir una moderna propietat sobre les ruïnes del castell. Ara s'ha convertit en l'ajuntament de la ciutat. El castell està sent restaurat per l'Estat de Luxemburg.

## Galeria

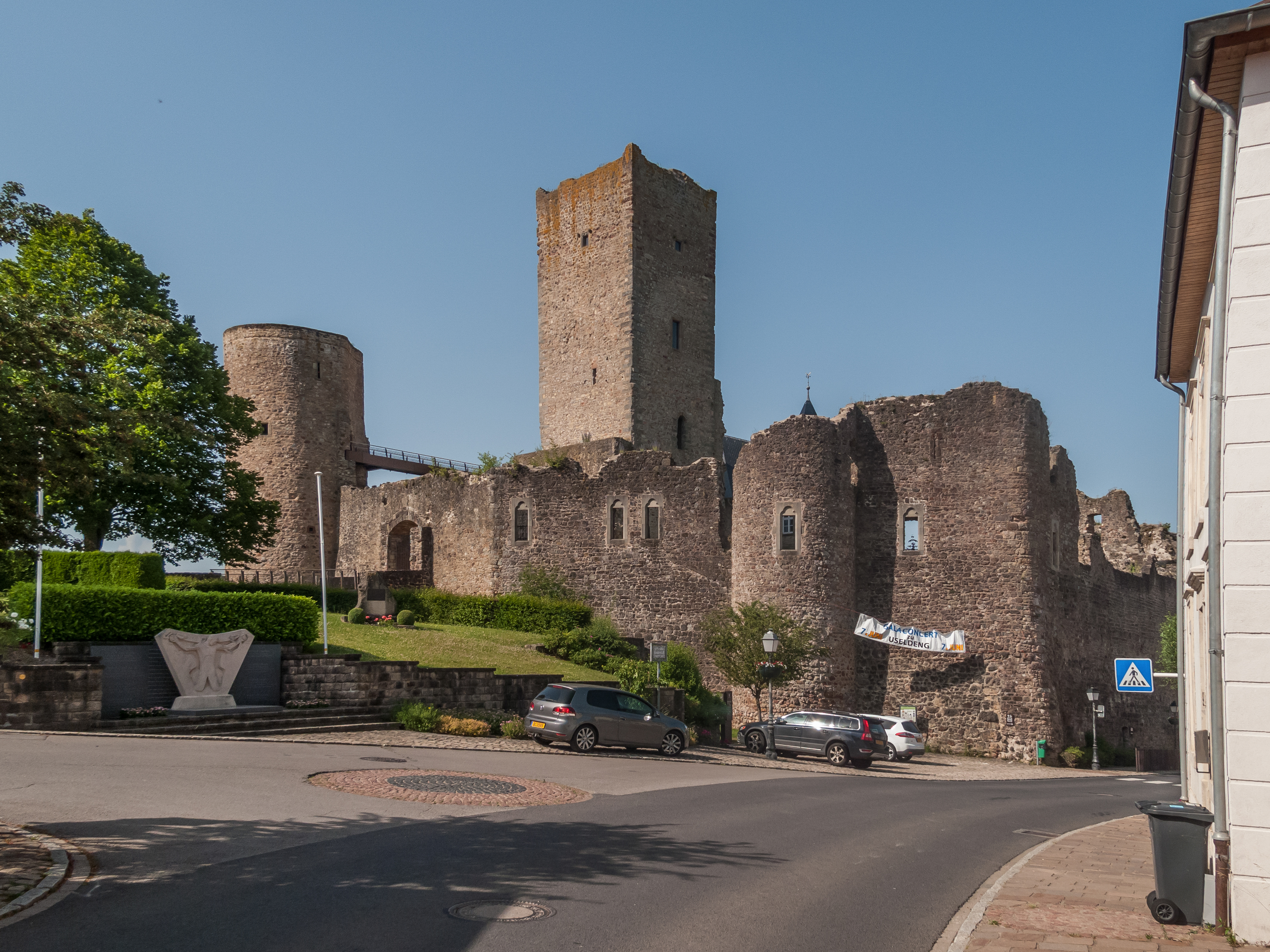
Vista general del castell
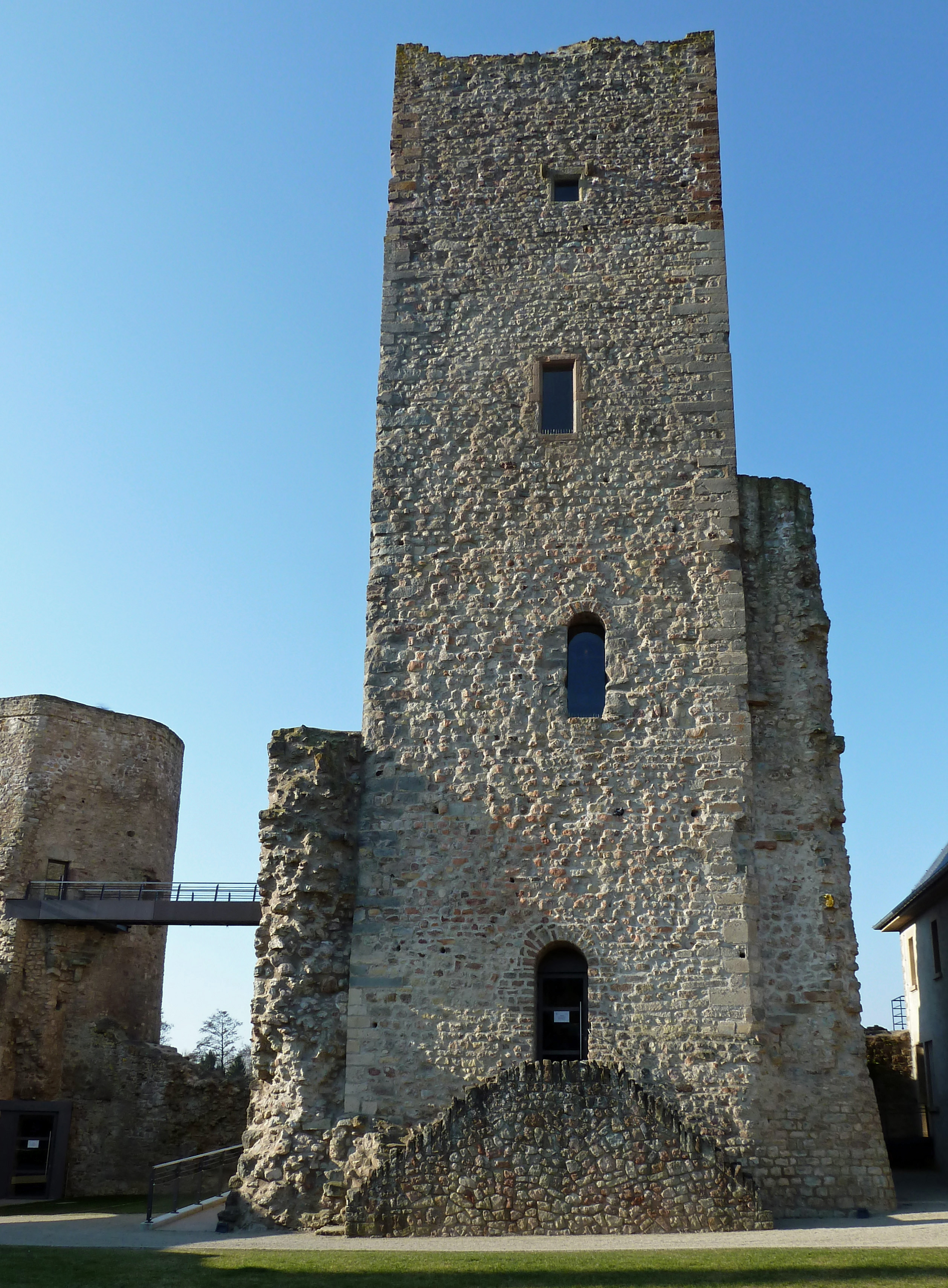
Torre del castell
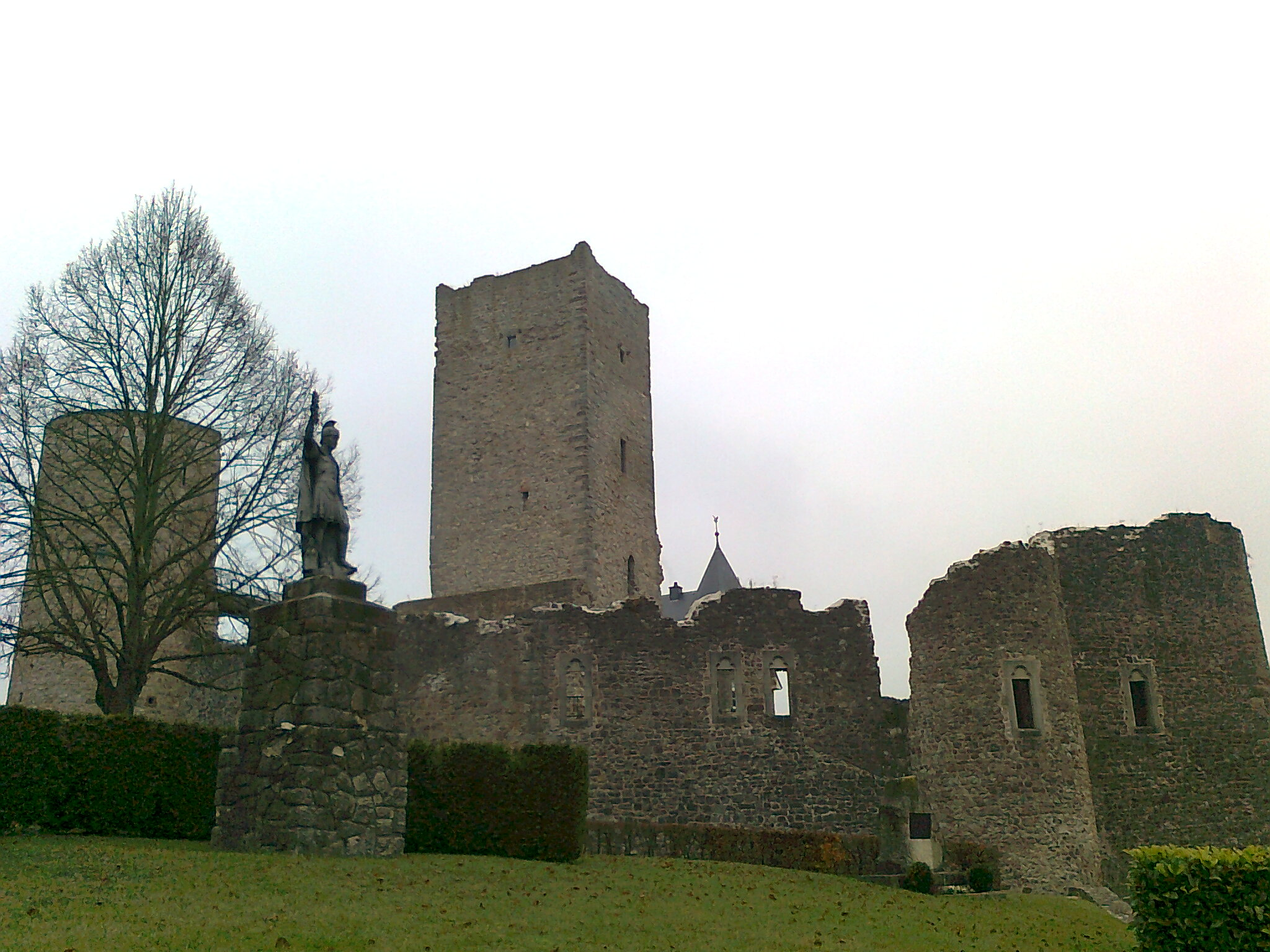
Plaça de la fira medieval